# I Adam är vi alla ett
I Adam är vi alla ett är en psalm diktad 1961 av Martin Franzmann med originaltiteln In Adam We Have All Been One. Den översattes till svenska 1978 av Anders Frostensson. Musiken är en folkmelodi från dalarna.

## Publicerad i
- Den svenska psalmboken 1986 som nr 229 under rubriken "Bättring - omvändelse".